# Серия (музыка)

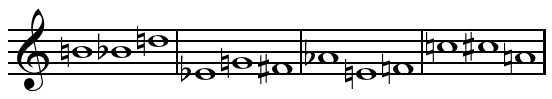
Серия, использованная А. Веберном в концерте для 9-ти инструментов (ор. 24).

Се́рия (от лат. series ряд; нем. Reihe, Tonreihe, Grundreihe) в музыке XX–XXI веков — ряд из двенадцати звуков различной высоты, повторения и преобразования которого образуют всю ткань музыкального произведения. Серией также называют последовательность меньшего количества (например, 5, 7, 10) неповторяющихся различных звуков, если композитор работает с такой последовательностью звуков так же, как это принято в серийной технике додекафонной композиции.

## Краткая характеристика
Разработка серии типологически идентична полифонической разработке «обычной» темы. Серия имеет четыре основные формы: прима (основная «прямая» форма; сокращается латинской буквой P), инверсия/обращение (I), ракоход (R) и ракоходная инверсия (RI). Звуки серии композитор может использовать в любой октаве (то есть с октавными переносами элементов серии) и по-разному оформлять ритмически, темброво и т. п. Серия может быть транспонирована на любую высоту в соответствии с 12 высотными позициями в равномерно темперированной октаве.
Серийная техника как особая техника музыкальной композиции интенсивно разрабатывалась композиторами нововенской школы — А. Шёнбергом, А. Веберном и А. Бергом. Впоследствии ею пользовались (в разной степени строгости) десятки композиторов, в том числе (по алфавиту) Э. В. Денисов, Э. Кшенек, Н. Скалкотас, (поздний) И. Ф. Стравинский, А. Г. Шнитке и многие другие.
Для анализа серийной музыки в США и некоторых европейских странах широко применяется учение Аллена Форта (и других американских музыковедов), использующее понятие множества/набора звуковысотных классов (pitch class set, pitch class collection). В русском музыкознании это учение также именуется «теорией рядов» (свободный перевод англ. set theory).

Серия из «Лирической сюиты»

Существуют серии, включающие в себя все интервалы от малой секунды до большой септимы (англ. all-interval twelwe tone row). Примеры таких серий можно встретить в «Лирической сюите» Альбана Берга.